# Wedding in Hades
 (mai 2018).
Wedding in Hades est un groupe français de death-doom, originaire de Saint-Brieuc, en Bretagne. Les musiques sombres, froides et mélancoliques alternent entre les passages lents et violents. Les textes sont pessimistes, relatifs au mal-être, à la peur, à la culpabilité, au suicide ou au déclin du monde occidental.

## Histoire
Le groupe est formé à la fin de 2006, et se constitue rapidement un répertoire et enregistre sa première démo de quatre titres en novembre 2007. En mars 2009, le groupe entre au Tarmac Studio (Pommeret, 22) pour l'enregistrement de son premier album Elements of Disorder. Il est composé des quatre titres présents dans la démo (dans de nouvelles versions) ainsi que de quatre nouveaux morceaux. En fin d'année, Wedding in Hades signe sur le label russe Solitude Productions spécialisé dans le doom metal. L'album sort le 27 février 2010 sur leur sous-label BadMoodMan Music, et en avril 2010 dans le reste de l'Europe.
Au printemps 2011, le groupe retourne en studio afin d'enregistrer son second album. Misbehaviour, marqué par la présence d'un violon sur plusieurs titres, sort officiellement le 30 avril 2012 sur le même label. Misbehaviour est accueilli de manière mitigé par la presse spécialisée,.
Un 3e album était en vue pour les 10 ans du groupe, mais la séparation s'effectue courant 2016.
En 2019 le chanteur n'a rien abonné et créé le groupe MindDirt pour ne pas oublier ses sources https://www.youtube.com/watch?v=SLKZ2iFvC2c&ab_channel=MINDIRTofficial

## Style musical
Le style musical du groupe est assez inclassable, car les titres intègrent beaucoup d'éléments provenant du doom metal, du metal gothique, du dark metal et du black metal. Stef explique que les influences communes de Wedding in Hades incluent des groupes comme notamment My Dying Bride, Type O Negative, Black Sabbath, Empyrium, Fields of the Nephilim, Death in June, et Pink Floyd.

## Membres
- S. Toutain - basse, chant (2006-2016)
- V. Lahaeye - batterie (2006-2016)
- O. Raoult - claviers (2006-2016)
- D. Simon - guitare (2006-2013)
- E. Le Cun - guitare (2014-2016)

## Discographie
- 2007 : Demo (auto-production)
- 2010 : Elements of Disorder
- 2012 : Misbehaviour